# 한궈위
한궈위(한국유, 중국어: 韓國瑜, 영어: Daniel Han, 1957년 6월 17일~)는 중화민국의 정치인이다. 예비역 중화민국 육군 소령 출신이며 소속 정당은 중국 국민당이다.
그는 1957년 허난성에 본적을 둔 부부의 아들로 태어났으며, 둥우 대학 영문학과 학사, 국립 정치 대학 동아시아 연구소 법학과 석사 과정을 나왔다. 1993년부터 2002년까지 타이베이에서 3선 입법원 의원을 지냈으며, 이후 타이완 농산물 마케팅 협회의 단장을 역임했다. 2017년에는 중국 국민당 대표직에 도전했으나 우둔이에 밀려 낙선했다. 2018년 11월에 가오슝 시장 선거에 출마하여 당선되었으며, 이로서 국민당은 1998년에 퇴임한 우둔이 이후로 20년 만에 가오슝 시장직을 탈환하게 되었다.
가오슝 시장직에 취임하자마자 지지자들을 중심으로 그를 차기 총통 선거 주자로 거론하기 시작했다. 당초 그는 이를 부인하면서 중국 국민당 총통 선거 후보 경선 불출마를 선언했으나, 1주일 만에 이를 번복하고 출마 가능성을 시사했다. 2019년 6월 5일에 총통 선거 출마를 공식 선언했으며, 3일 후 경선 후보로 등록했다. 2019년 11월 11일에는 행정원장을 역임한 장산정을 국민당의 부총통 후보로 임명했으나, 한궈위와 장산정 후보는 2020년 1월 11일에 실시된 총통 선거에서 민주진보당의 차이잉원과 라이칭더 후보에게 패배했다.
2020년 1월 17일에는 한궈위 가오슝시장의 파면을 위한 주민투표 실시를 요구하는 청원이 시작되었고, 2020년 4월 7일에는 가오슝시 선거관리위원회가 한궈위 가오슝시장의 파면 여부를 묻는 주민투표를 6월에 실시하는 안건을 승인했다. 2020년 6월 6일에 실시된 가오슝시장 파면 여부 주민투표가 가결되면서 한궈위는 파면 처리되었다.

## 학력
- 둥우대학교 영어학과 학사
- 국립정치대학교 법학원 동아연구소 법학석사

## 역대 선거 결과
| 선거명               | 직책명   | 선거구               | 대수 | 정당   | 득표율 | 득표수      | 결과 | 당락 |
| -------------------- | -------- | -------------------- | ---- | ------ | ------ | ----------- | ---- | ---- |
| 1990년 지방 선거     | 현의원   | 타이베이현 제2선거구 | 12대 | 국민당 | 8.02%  | 10,173표    | 7위  | 당선 |
| 1992년 입법위원 선거 | 입법위원 | 타이베이현           | 2대  | 국민당 | 5.89%  | 81,885표    | 3위  | 당선 |
| 1995년 입법위원 선거 | 입법위원 | 타이베이현           | 3대  | 국민당 | 4.18%  | 59,109표    | 5위  | 당선 |
| 1998년 입법위원 선거 | 입법위원 | 타이베이현 제3선거구 | 4대  | 국민당 | 9.93%  | 46,650표    | 3위  | 당선 |
| 2018년 지방 선거     | 시장     | 가오슝시             | 2대  | 국민당 | 53.86% | 892,545표   | 1위  | 당선 |
| 2020년 총통 선거     | 총통     | 타이완 지구          | 15대 | 국민당 | 38.61% | 5,522,119표 | 2위  | 낙선 |
| 2024년 입법위원 선거 | 입법위원 | 비례대표 1번         | 11대 | 국민당 | 34.58% | 4,764,293표 | 1위  | 당선 |